# فناوری دسترسی رادیویی
فناوری دسترسی رادیویی (انگلیسی: Radio access technology) روش اتصال فیزیکی یک شبکه ارتباطی مبتنی بر امواج رادیویی است. بسیاری از تلفن‌های همراه جدید از چندین فناوری دسترسی رادیویی استفاده می‌کنند، مثلاً: بلوتوث، وای‌فای، سامانه جهانی مخابرات سیار، ال‌تی‌ای یا نسل پنجم امواج رادیویی جدید. اصطلاح فناوری دسترسی رادیویی به صورت سنتی به جای تعامل‌پذیری شبکه استفاده می‌شد، مثلاً در مقاله ویرتج و همکاران یا در مقاله شبکه دسترسی رادیویی، اخیراً این اصطلاح در مباحث مربوط به شبکه‌های نامتجانس بی‌سیم استفاده می‌شود. این اصلاح هنگامی استفاده می‌شود که یک ابزار کاربری بین چند فناوری دسترسی رادیویی برای اتصال به اینترنت انتخاب می‌کند.